# Битка код Панчева
Битка код Панчева или Наделска битка (мађ. Pancsovai ütközetben) била је битка у оквиру Мађарске револуције у којој су се сукобиле војска Срба из Војводине под командом Стевана Книћанина и мађарска војска под командом Ернеа Киша. Срби су у овој бици однели победу.

## Наоружање војски
Мађарска војска носила је тада стандардне разнолике мађарске униформе, углавном високе капе налик Наполеоновски тј чако, затим кепије сличне француским, униформе плаве и зелене боје, а најдоминантнија униформа била је браон боје за пешадију. Такође су имали ранчеве и укрштене грудне појасеве. Мађарски хусари су носили јакну и мађарску униформу која се звала атила. Српска војска, углавном добровољци, били су обучени у српску народну ношњу, која се састојала од црвеног феса, црвеног јелека и шалвара, као и опанака. Неки војници су носили српску војвођанску ношњу, док су регуларне јединице српске војске носиле граничарски црни чако, браон униформу са црним опасачима, а неки војници аустријску белу униформу. Обе војске имале су коњицу и биле су наоружане топовима, пушкама кремењачама, кубурама и сабљама.

## Битка
Мађарски генерал Киш, победник код Перлеза кренуо је 2. јануара 1849. са својим трупама у напад на Панчево. У Панчеву су Мађаре дочекали Срби предвођени Стеваном Книћанином. Развила се жестока борба у којој су Срби успели да одбију више напада мађарске коњице и пешадије. Када је Книћанин приметио колебање у мађарској војсци, наредио је противнапад. Добровољци из Србије и панчевачки гардисти су с таквом жестином кренули у напад, да су се мађарски војници разбежали по снежним тршчарама у околини. Вајда Јанош, млади песник и учесник напада на страни Мађара, написао је да је „повлачење Мађара личило на повлачење Наполеона из Русије”.

## После битке
После победе код Панчева Срби су 19. јануара ослободили Вршац и Белу Цркву. Книћанин је проглашен почасним грађанином Панчева. Поред Стевана Книћанина, још многи борци су се истакли храброшћу међу које спада капетан Адам Косанић.

## Галерија
- Мађарска војска 1848-1849.
- Униформа коњице Мађарске војске
- Капе Мађарске војске
- Униформе Мађарске војске
- Униформа Мађарске војске
- Стеван Книћанин
- Пиштољи и сабље војводе Стевана Книћанина
- Српски војник шајкаш
- Генерал Киш
- Мађарски топ